# Дубровське озеро
Дубро́вське озеро — невелике озеро термокарстового походження в центральній частині Вітебської області Білорусі, на території Ушацького району. Знаходиться в басейні річки Діва, за 26 км на схід від селища Ушачі. Належить до групи Ушацьких озер. Входить до складу гідрологічного заказнику «Криве», створеного в 1979 році.
Озеро округлої форми діаметром 580 м. Контури криві та хвилясті. Схили улоговини висотою 12 м, вкриті чагарником. На сході до озера виходить село Дубровка. Стікає по струмку до сусіднього озера Кривого.